# 朱慈爚
崇王朱慈爚（？—1646年5月23日），是崇愍王朱由樻之子，明朝第七代崇王也是最後一代崇王。崇禎十五年（1642年）閏十一月，其父在泌陽被殺，於是他在三年後，即弘光元年（1645年）二月嗣位崇王。其後在隆武二年（1646年）六月被清朝處死，明崇國滅亡。